# 7000-talet f.Kr. (millennium)
7000-talet f.Kr. (sjutusentalet före Kristus) är det 8:e millenniet f.Kr. 

## Händelser
- 7500 f.Kr. - Istiden har runt denna tid upphört.[1]
- 7000 f.Kr.
  - Jordbruket når vid denna tid bland Papuanerna på Nya Guinea.[2]
  - 'Engelska kanalen formas runt denna tid[3]

- Potatis och bönor odlas i Sydamerika.
- Ris börjar odlas i Japan.
- Med en datering till 7 000 f.Kr. finns två avtryck i lera föreställande tyg av tuskaft respektive tvist (panama). De är funna i nordöstra Irak.
- Den norska ön Hitra befolkas.
- De neolitiska bosättningarna vid Çatalhöyük och Hacilar i Anatolien befolkas.

### Fotnoter
1. ↑  ”Chronology of World History”. Arkiverad från originalet den 18 oktober 2011. https://web.archive.org/web/20111018123038/http://www.islandnet.com/~KPOLSSON/worldhis/index.htm. Läst 18 juli 2011.
2. ↑  Encyclopedia Britannica, "Melanesian cultures"
3. ↑  Roberts, J: "History of the World." Penguin, 1994.